# Luke Steele
Luke Steele (* 24. September 1984 in Peterborough) ist ein englischer Fußballspieler. Der Torwart steht momentan bei den Deeping Rangers unter Vertrag.

## Karriere
Steele gab sein Profidebüt am 13. März 2002 für Peterborough United in der Football League Second Division. Am 8. Juni 2002 wechselte er für £500.000 zu Manchester United, kam zunächst aber im Jugend- und Reserveteam zum Einsatz und gewann 2003 den FA Youth Cup. In der Saison 2004/05 wurde er an Coventry City ausgeliehen, ein Vorgang, der sich während der Saison 2006/07 wiederholte.
2005 kehrte er ins Old Trafford zurück und war nach den Abgängen von Ricardo und Roy Carroll hinter Edwin van der Sar und Tim Howard der dritte Torhüter des Klubs. Zur Saison 2006/07 wurde Steele Anfang August erneut an Coventry verliehen, wechselte aber bereits am 10. August zu West Bromwich Albion, wodurch er Coventry umgehend wieder verließ. Im Dezember 2006 wurde er dann bis zum Saisonende erneut an Coventry verliehen, wo er zu einigen Einsätzen kam.
Im Dezember 2007 kam er zu seinen ersten Pflichtspieleinsätzen in der ersten Mannschaft von West Bromwich. Im Februar 2008 wurde er vom FC Barnsley in einer Blitzaktion kurz vor dem Achtelfinalspiel im FA Cup 2007/08 gegen den FC Liverpool für einen Monat ausgeliehen. Grund für die Ausleihe war die im Januar erlittene Verletzung von Stammtorhüter Heinz Müller, der für den Rest der Saison ausfiel. Daraufhin wurde Tony Warner als Ersatz vom FC Fulham ausgeliehen, da Warner aber in dieser Saison für Fulham im FA Cup im Einsatz war, war er dort für Barnsley nicht spielberechtigt.
Nur zwei Tage nach dem Wechsel stand er an der Anfield Road im Tor der Tykes und verhalf mit seinen Paraden dem Klub zu einem überraschenden 2:1-Erfolg über den haushohen Favoriten aus Liverpool. Steele wurde aufgrund seiner Leistung von den Zuschauern zum FA Cup Player of the Round gewählt. Auch beim überraschenden Viertelfinalerfolg gegen den FC Chelsea stand Steele im Tor von Barnsley und blieb gegen den Titelverteidiger aus London ohne Gegentreffer. Das Aus im Pokal folgte im Halbfinale vor über 82.000 Zuschauern im Londoner Wembley-Stadion nach einer 0:1-Niederlage gegen Cardiff City. Nach Saisonende wurde er von Barnsley zur Saison 2008/09 fest verpflichtet. In besagter Spielzeit kam er jedoch nur in zehn Ligaspielen zum Einsatz. In der kommenden Saison 2009/10 etablierte er sich schließlich im Tor von Barnsley und spielte wettbewerbsübergreifend 43 Mal. Auch in der Folgesaison war er der erste Torhüter und spielte in allen 48 Partien die Barnsley in jener Saison absolvierte. 2011/12 war er zunächst auch Stammspieler, wurde jedoch nach den ersten 36 Ligaeinsätzen nicht mehr eingesetzt. Nach Anfangsschwierigkeiten in der Saison 2012/13 stand er anschließend 33 Mal in der Liga zwischen den Pfosten und war neuer Kapitän seiner Mannschaft. 2013/14 war er noch immer Stammkraft im Tor, fiel jedoch lange aufgrund einer Rückenverletzung aus, sodass er nur in 31 Ligaspielen spielen konnte.
Im Sommer 2014 wechselte er jedoch nach Griechenland zu Panathinaikos Athen in die Super League 1. Am 28. September 2014 (5. Spieltag) debütierte er gegen Niki Volou, als er über die vollen 90 Minuten im Tor stand. Einen Monat später debütierte er auch auf internationalem Boden, als er in der Europa-League-Gruppenphase gegen die PSV Eindhoven (1:1) im Tor stand. Die Saison beendete er mit 33 Ligaeinsätzen und dem Aus nach der Gruppenphase international. In der Saison 2015/16 schafften sie die Qualifikation nicht, Steele spielte erneut 33 Mal in der Liga, zweimal in der Qualifikation zur Europa League und zweimal im Pokal. In der Folgesaison spielte er lediglich in elf Ligaspielen, war aber der Torhüter für alle sechs Europa-League-Gruppenspiele.
Kurz nach Saisonbeginn verließ er die Griechen nach drei Jahren und schloss sich dem englischen Zweitligisten Bristol City an. Am 30. Dezember 2017 (25. Spieltag) wurde er in der 65. Minute für Frank Fielding eingewechselt, da dieser die rote Karte sah, womit er sein Debüt gab. In der gesamten Saison 2017/18 kam er zu fünf Ligaeinsätzen.
Anfang August 2018 unterschrieb er einen Zweijahresvertrag bei Nottingham Forest, nachdem er Bristol verließ. Am 9. April 2019 (41. Spieltag) kam er zu seinem ersten Ligaeinsatz für seinen neuen Arbeitgeber, als er gegen Sheffield Wednesday in der Startelf stand. Bis zum Saisonende spielte er noch ein weiteres Mal am letzten Spieltag, viermal im EFL Cup und einmal im FA Cup. Für die gesamte Saison 2019/20 wurde er an den Ligakonkurrenten FC Millwall verliehen. Dort kam er jedoch lediglich zweimal im EFL Cup zum Einsatz.
Nach seinem Aus bei Nottingham spielte er bei drei kleineren Klubs aus England: Peterborough Northern Star, dem Jubilee FC und dem AFC Stamford. Dort spielte er laut Berichten als Stürmer und machte insgesamt 15 Tore, darunter zwei Hattricks, in acht Einsätzen.
Anschließend verließ er Nottingham und wechselte in die fünftklassige National League zu Notts County. Am 24. April 2021 (40. Spieltag) debütierte er für seinen neuen Klub über die vollen 90 Minuten gegen Torquay United (2:2). Bis zum Saisonende spielte er jedoch nur noch uwei weitere Male.
Nach der Saison verließ er Notts jedoch wieder und wechselte zu einem Amateurklub, den Deeping Rangers, wo er ab sofort Spielertrainer war.